# 20/20 (álbum de Redimi2)
20/20 es el undécimo álbum de estudio del cantante dominicano de música cristiana Redimi2, lanzado el 20 de agosto de 2020. 
Este álbum cuenta con la participación de varios artistas del género urbano cristiano y la música cristiana, tales como Iván (del dúo Iván & AB), Betsy Jo (del grupo Blest), Evan Craft y Almighty. Además, cuenta con la participación de su hija Samantha.

## Lista de canciones
| N.º | Título                                  | Escritor(es)                            | Productor(es)            | Duración |  |
| 1.  | «Stamina»                               | Willy González                          | Cardec Drums             | 3:44     |  |
| 2.  | «Gravy»                                 | Willy González                          | Madiel Lara              | 3:49     |  |
| 3.  | «Jesús» (con Betsy Jo)                  | Willy González                          | Marcelo Nuñez            | 4:13     |  |
| 4.  | «Revolú»                                | Willy González                          | Cardec Drums             | 3:47     |  |
| 5.  | «Alegría» (con Iván)                    | Willy González · Iván Rodríguez         | Cardec Drums, Samuel ASH | 3:50     |  |
| 6.  | «Locos Como Yo»                         | Willy González                          | Cardec Drums             | 4:41     |  |
| 7.  | «Todo Va a Estar Bien» (con Evan Craft) | Willy González · Evan Craft · Sean Cook | Sean Cook                | 3:11     |  |
| 8.  | «Filipenses 1:6» (con Almighty)         | Willy González · Alejandro Mosqueda     | Cardec Drums             | 5:20     |  |
| 9.  | «Replay» (con Samantha)                 | Willy González                          | Cardec Drums             | 3:15     |  |
| 10. | «La Cita» (con Iván)                    | Willy González                          | Cardec Drums             | 3:58     |  |
| 11. | «Bendecio»                              | Willy González                          | Kanelo Pro               | 3:28     |  |
| 12. | «60-40»                                 | Willy González                          | Cardec Drums             | 4:10     |  |
| 13. | «Obvia»                                 | Willy González                          | Obrinn                   | 4:03     |  |

## Lanzamiento
El álbum cuenta con 10 sencillos, los cuales han sido lanzados desde mayo de 2019 hasta agosto de 2020, teniendo cada tema un vídeo oficial. 
«Gravy» fue el primer tema lanzado de este álbum. En este, Redimi2 anunciaba el nombre que sería "2020". En el vídeo, aparecían los intérpretes de «Trapstorno», primer sencillo de Trapstornadores, Nathan y Phillippe de Aposento Alto y Rubinsky RBK, además de su hija Samantha.
«Filipenses 1:6» siguió junto al rapero Almighty, manejando dos versiones, una corta lanzada primero con vídeo de letras y la versión extendida con el vídeo oficial que cerraba con una oración por gran cantidad de artistas de Reguetón. Posteriormente, este tema sería laureado en los Premios Tu Música Urbana 2019.
«Alegría» junto a Iván Rodríguez (del dúo "Iván & AB"), fue el último tema lanzado en 2019 como material promocional. Fue polémico por dos aspectos: el arte del tema era muy parecido al álbum Oasis de Bad Bunny & J Balvin, y la melodía se asemejaba al tema  "Contra la pared" de J Balvin y Sean Paul. Willy respondió en diversas ocasiones en sus redes sociales acerca de este tema, manifestando que el arte conceptual ya estaba avanzado y no pensaba desperdiciar ese trabajo artístico, a su vez, que la música actual contiene demasiada similitud y era normal que una canción urbana reciente se asemejara a otras.
«Locos como yo»  fue el siguiente sencillo el cual dio mucho de qué hablar debido a ciertas referencias sobre algunos personajes famosos como Donald Trump, Kanye West y Almighty. Además, Willy hace una caracterización del propio Kanye y de Almighty, haciendo alusión a su conversión al cristianismo.
«Jesús» junto a Betsy Jo y «Todo va a estar bien» junto a Evan Craft, fueron dos temas que manejaban melodías más pausadas. «60-40» fue un tema que generó nuevamente polémicas, debido a las menciones a muchas personalidades, entre ellos Bad Bunny, Don Miguelo, Santiago Matías y al locutor Jorge Pabón, "el Molusco", quien posteriormente lo entrevistó para aclarar muchos aspectos de este tema. Asimismo, la canción hace mención de la pandemia del COVID-19.
«Obvia» y «Stamina» fueron los siguientes sencillos. Redimi2 anunciaba en sus redes sociales que el álbum saldría el 20 de agosto. Ese día, además del álbum, salió el sencillo «Replay» con su hija Samantha.